# Пханоксон

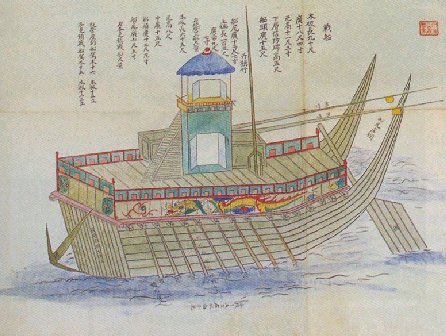
Пханоксон на средневековой корейской картине

Пханоксон (кор. 板屋船, 판옥선, «крытый корабль», «двухпалубный корабль») — корейский высокобортный плоскодонный военный корабль галерного типа эпохи династии Чосон. Являлся основным кораблём корейского флота в XVI—XVII веках. Первый пханоксон был построен в 1555 году. Их использовали в борьбе с японскими пиратами и в период Имдинской войны 1592—1598 годов Одним из полководцев, который умело использовал тактические преимущества пханкосонов, был адмирал Ли Сунсин. Разновидностью пханоксона является кобуксон.
Пханоксон изготавливался из твёрдых пород дерева. Дно корабля было плоским, что позволяло ему быстро маневрировать и менять курс. Высокие борта давали возможность обстрела противника и усложняли взятие корабля на абордаж.
Численность команды одного пханоксона составлял 125 человек. Половина из них были гребцами, которые работали на 16–20 вёслах. При благоприятной погоде они развивали среднюю скорость в 3 узла, или 5,556 км/ч. Для ускорения движения корабля использовался парус.
Особенностью строения пханоксона были две палубы: на первой находились гребцы и барабанщики, а на второй — воины. Вторая палуба выполняла функцию крыши для гребцов. На ней также устанавливалась командная будка.
Главным вооружением судна была бортовая корабельная артиллерия, которая стреляла пушечными ядрами и большими стрелами:
- пушка «Небо» (кор. 天字銃筒, 천자총통) — калибр 130 мм; патроны: гигантские «генеральские» стрелы-ракеты весом 30 кг и железные ядра весом 6,5 кг.
- пушка «Земля» (кор. 地字銃筒, 지자총통) — калибр 89 — 105 мм; патроны: «генеральские» стрелы-ракеты весом 16,5 кг и железные ядра весом 4 кг.
- пушка «Чёрная» (кор. 玄字銃筒, 현자총통) — калибр 75 — 79 мм; патроны: большие стрелы весом 3,5 кг и железные ядра весом 1,5 кг.
- пушка «Жёлтая» (кор. 黃字銃筒, 황자총통) — калибр 40 — 50 мм; патроны: стрелы весом 1,5 кг и железные ядра весом 0,5 кг.
- пушка «Победа» (кор. 勝字銃筒, 승자총통) — патроны: железные ядра, картечь, стрелы и т. п.

Члены команды также использовали портативные кожаные мортиры и пушки, луки и арбалеты со стрелами, щиты для защиты.
Основным приёмом ведения боя пханоксона был дистанционный: атака противника пушечным огнём и стрелами на расстоянии. Ядра и стрелы-ракеты крушили вражеский корабль, а лучники добивали его команду стрелами. Иногда могла применяться тактика абордажа.